# Mueang Boran

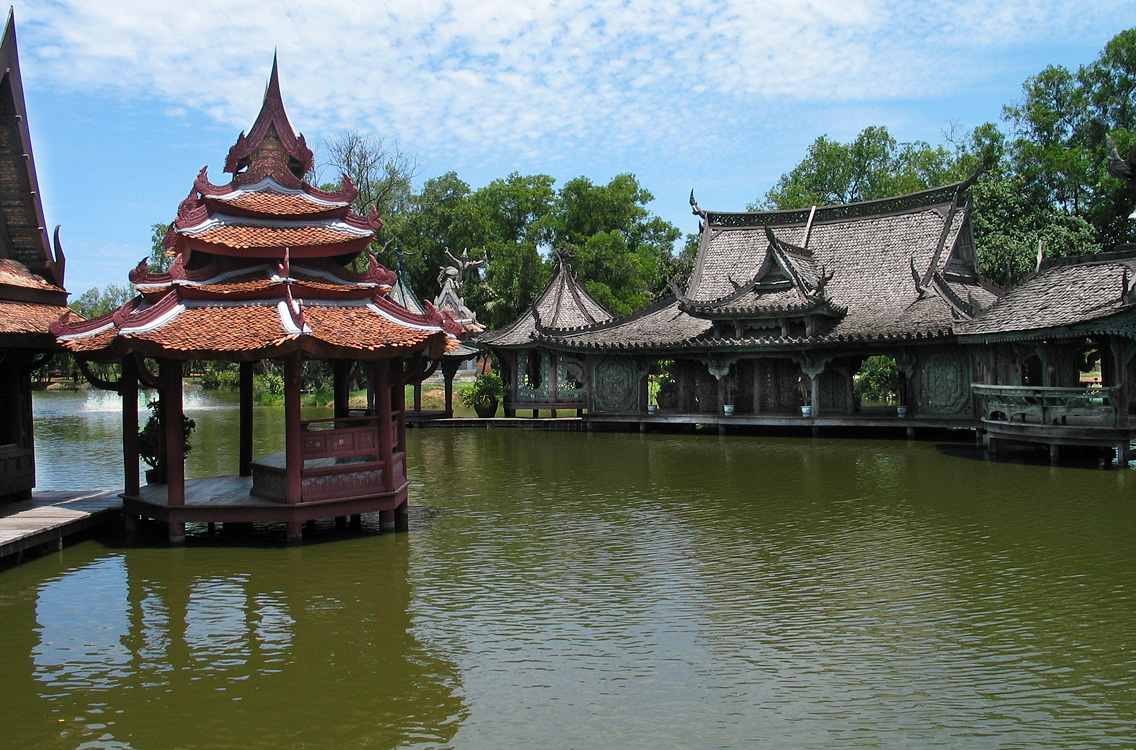
Mueang Boran: „Floating Market“.

Mueang Boran (wörtl. Alte Stadt, im englischen Sprachgebrauch daher auch oft Ancient City, in Thai: เมืองโบราณ) ist ein Freilichtmuseum für thailändische Architektur, Kultur und Kunst bei Samut Prakan in Thailand. Das angeblich größte Freilichtmuseum der Welt liegt etwa 30 km südlich der Hauptstadt Bangkok nahe der Küste zum Golf von Thailand an der alten Sukhumvit-Schnellstraße nach Trat.

## Das Gelände
Das Museum liegt auf einem etwa 128 Hektar großen Gelände mitten im Industrie-Gebiet von  Samut Prakan. Es hat aus der Luft gesehen die Form von Thailand selbst. Der Eingang befindet sich am südlichsten Zipfel, welches in Wirklichkeit die Landesgrenze nach Malaysia wäre. Über ein weit verzweigtes Netzwerk von asphaltierten Straßen kann jede einzelne Sehenswürdigkeit selbst mit dem eigenen Wagen erreicht werden. Das bevorzugte Transportmittel in der Alten Stadt ist das Fahrrad, welches am Eingang leihweise erhältlich ist. Gegen Gebühr können
Golfcarts gemietet werden.

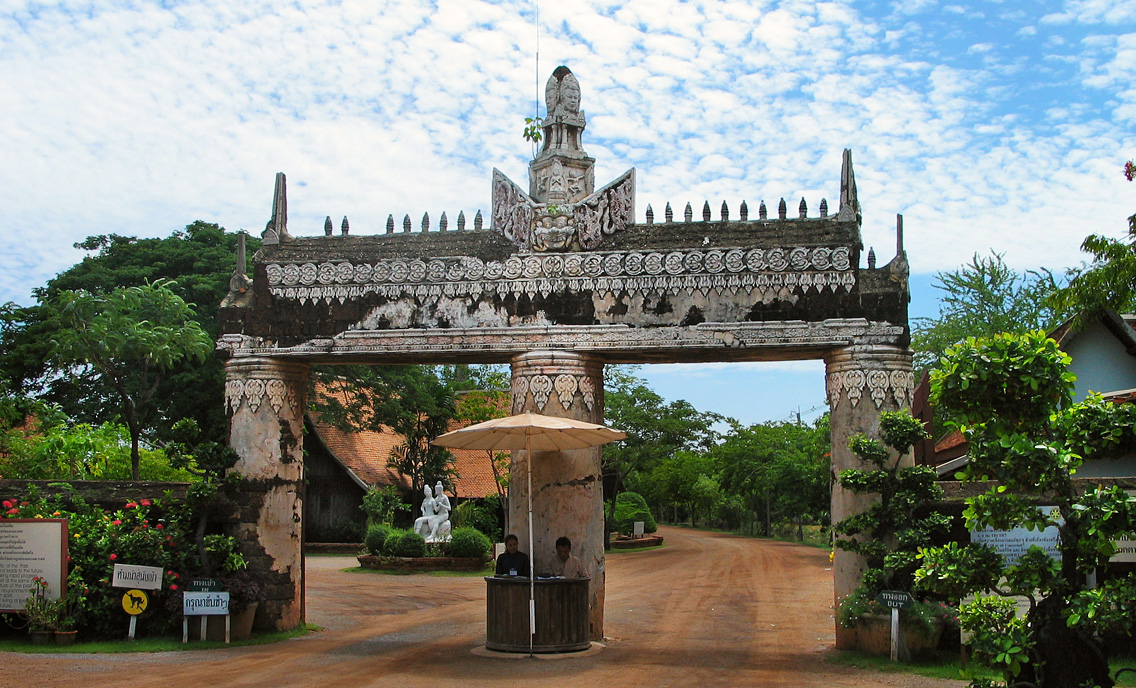
Eingangstor zur Mueang Boran …
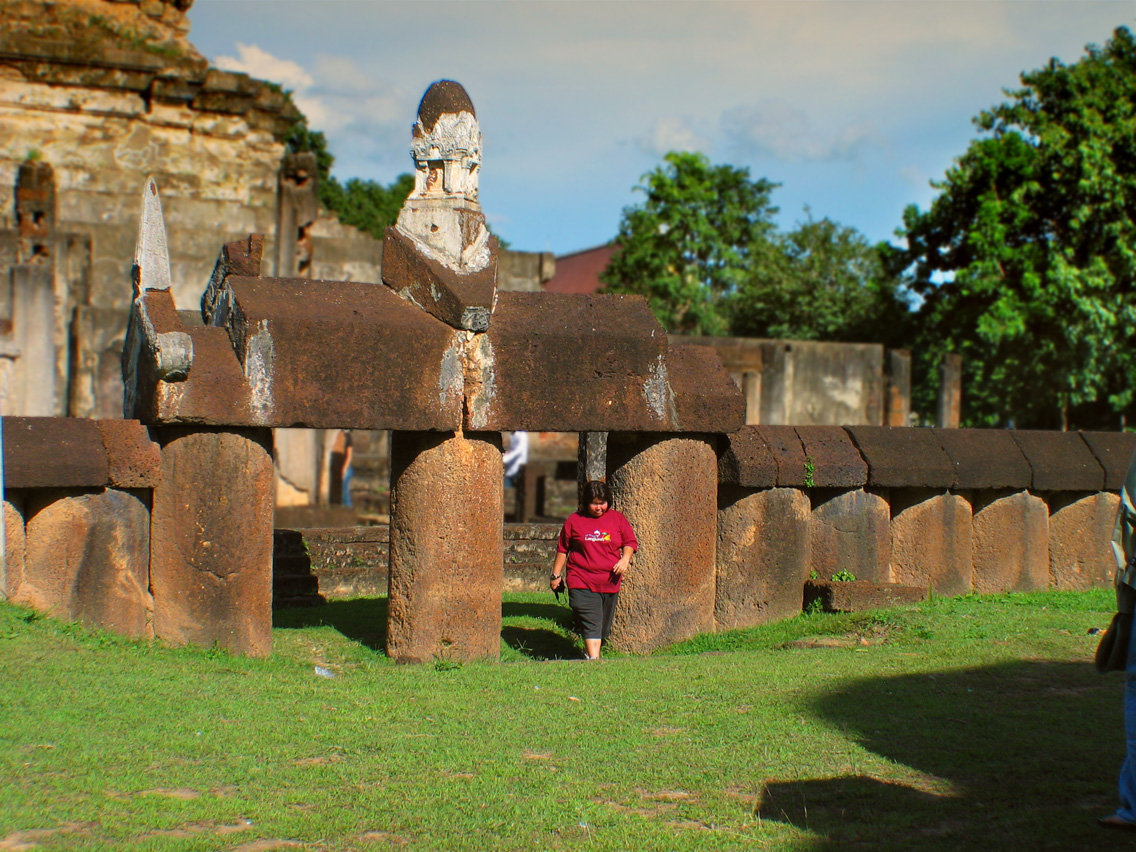
… und das Original im Wat Phra Sri Rattana Mahathat, Si Satchanalai

## Geschichte

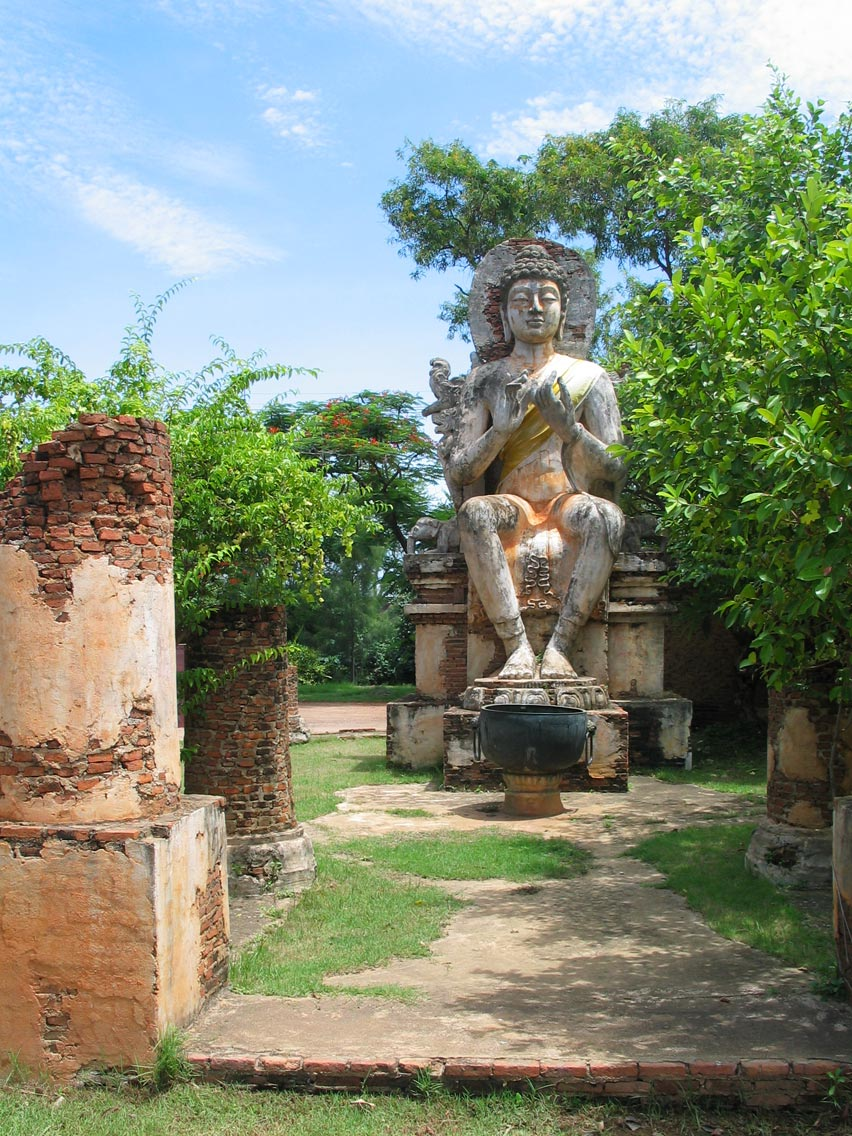
Dvaravati-Buddhastatue

Die Idee zu diesem einzigartigen Museum entstammt einer Vision von Khun Lek (Praphai) Viriyapan (* 1914, † 17. November 2000 – Thai: ประไพ วิริยะพันธุ์), einem vermögenden thailändischen Unternehmer. Er liebte sein Land und interessierte sich sehr für seine Kultur- und Kunstgeschichte sowie für die traditionelle Architektur. Bereits in der Mitte des 20. Jahrhunderts stellte er auf seinen vielen Reisen fest, dass sich die Entwicklung der thailändischen Gesellschaft von einer traditionell landwirtschaftlich geprägten hin zu einer industriellen Gesellschaft vollzog. Dadurch wurden viele Kulturdenkmäler vernachlässigt und nach und nach dem Verfall preisgegeben. Er fing an, Antiquitäten zu sammeln und kam dadurch mit vielen Gleichgesinnten, mit Archäologen und Kunsthistorikern zusammen. Zunächst hatte er die Idee, einen Minigolfplatz mit miniaturisierten Ausgaben wichtiger thailändischer Orte zu bauen. Diese ließ er aber schnell wieder fallen, als er in den 1960er Jahren in Samut Prakan den idealen Ort zur Verwirklichung seiner Vorstellungen gefunden hatte. Am 11. Februar 1972 wurde die Mueang Boran dann im Beisein des thailändischen Königspaares sowie Königin Elisabeth II. von England eröffnet. Es wird spekuliert, dass mittlerweile etwa 200 Mio. US$ in das Projekt geflossen sind.

## Sehenswürdigkeiten

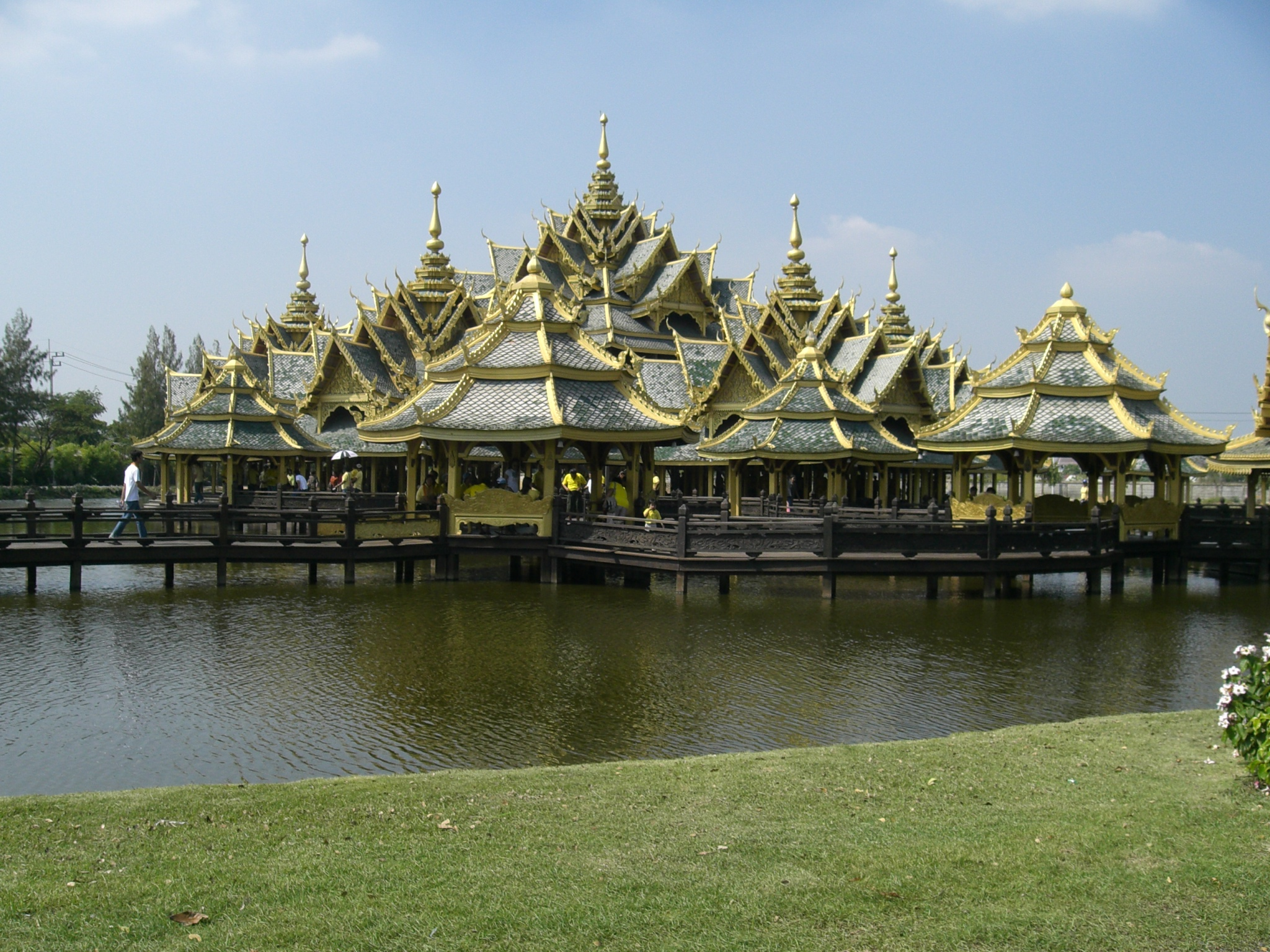
Salas rund um einen Garten mit Pflanzen, die in der thailändischen Literatur erwähnt sind.

Auf dem Gelände befinden sich künstliche Wasserläufe und Hügel wurden aufgeschüttet. Manchmal kann man scheues Rehwild beobachten, welches den spärlichen Rasen kurzhält. Nach letzter Zählung befinden sich hier 116 Monumente: Kopien, aber auch Originale berühmter Bauwerke aus allen Teilen Thailands. Gruppen von Statuen, welche Werke der thailändischen Literatur und ihre Personen oder auch berühmte Begebenheiten der Geschichte nachstellen, sind in „Gärten“ angeordnet.

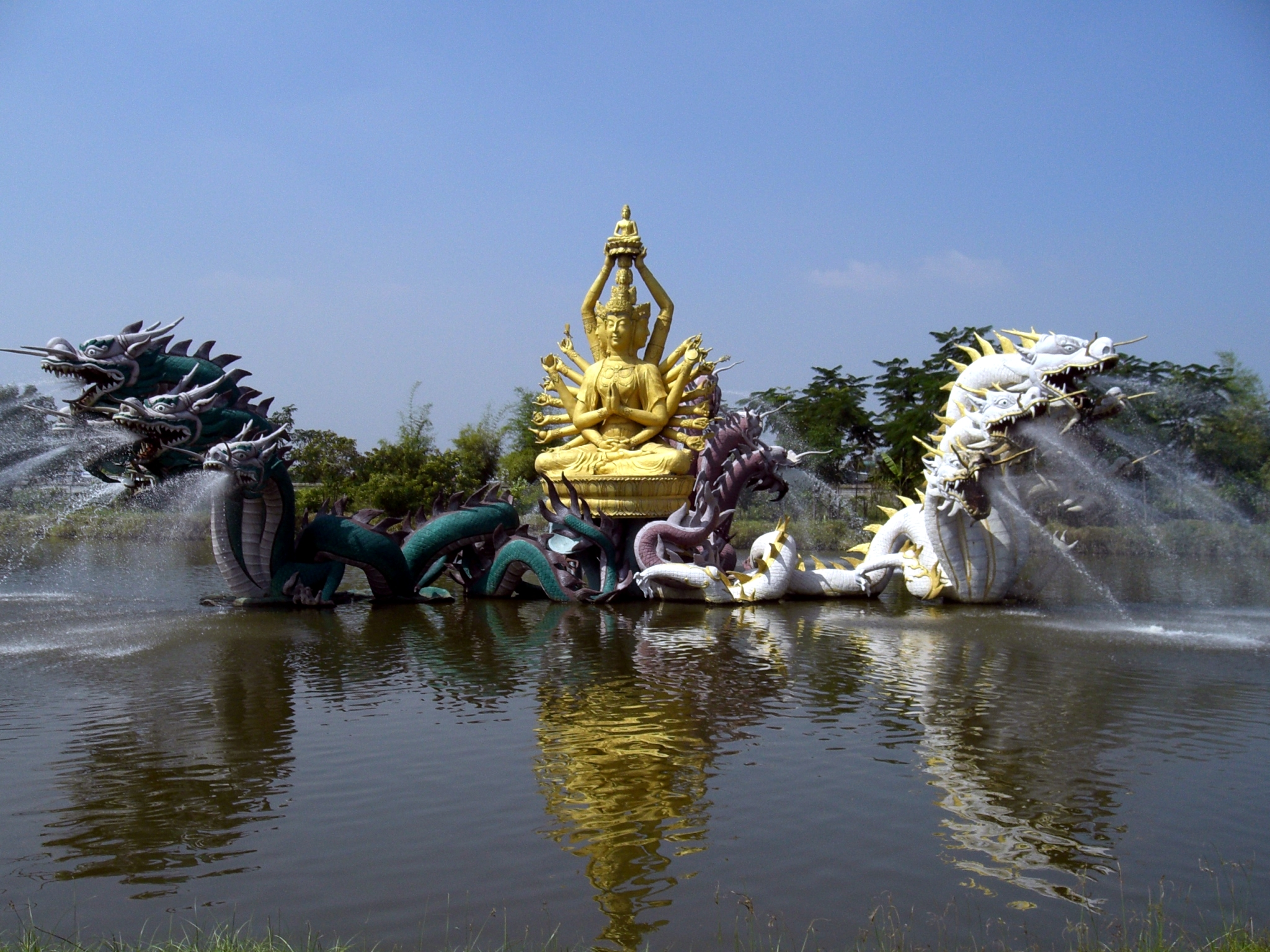
Statue der Kuan Yin („performing a miracle“)

Die einzelnen Sehenswürdigkeiten sind innerhalb des Museums geografisch korrekt angeordnet. Beim Betreten des Museums bekommt jeder Besucher einen Übersichtsplan ausgehändigt, auf dem alle Monumente durchnummeriert aufgeführt sind. Erst vor wenigen Jahren konnte im Nordwesten ein weiteres Stück Land erworben werden, welches für zusätzliche Gebäude genutzt wird, die teilweise der Phantasie von Khun Lek entsprungen sind.

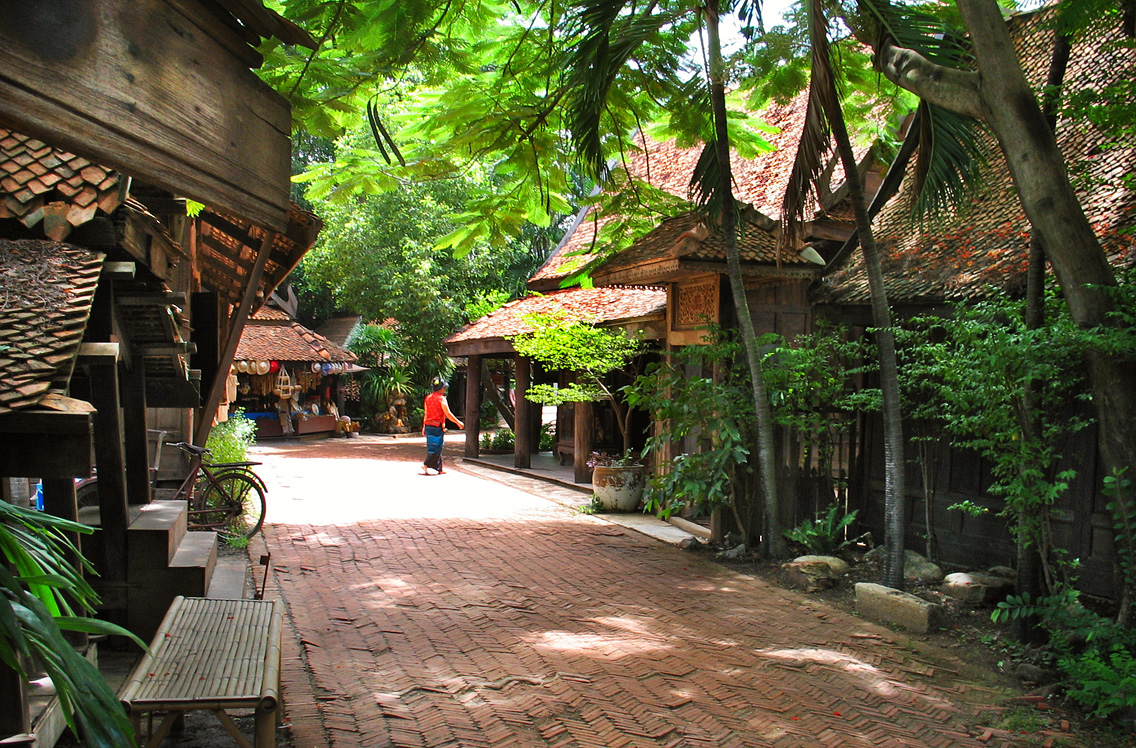
Im „Alten Marktflecken“

Einzelne besonders interessante Bauten von Süd nach Nord:
- Die „Stupa des Wat Phra Mahathat“ in Chaiya im Srivijaya-Stil
- Im „Alten Marktflecken“ befinden sich mehrere Original Teakholz-Häuser aus Yan Nawa, die einem Straßenmarkt aus der Provinz Tak nachempfunden sind.
- Der „Palast des Tiger King“ (König Suriyentharathibodi) wurde aus Ayutthaya gerettet, das Original steht heute im Wat Suwannaram, Phetchaburi
- Die „Audienzhalle von König Taksin“ mit Wandmalereien, Thonburi

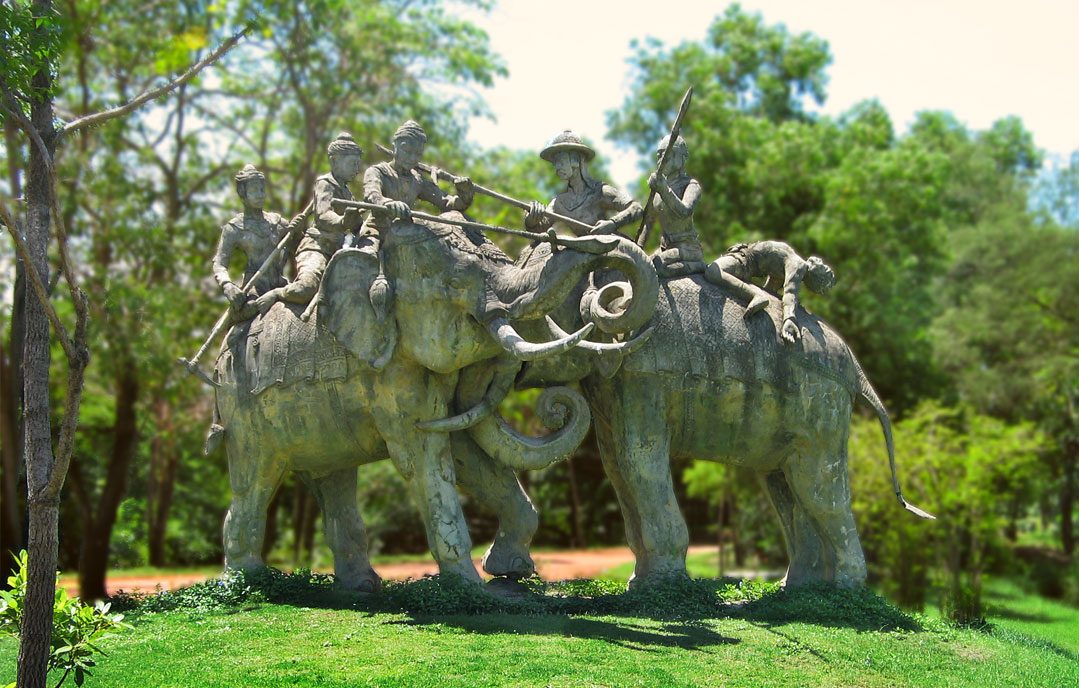
Naresuan kämpft gegen die Burmesen

- Die „Große Schlacht von Yuthahathi“ beschreibt die Schlacht von König Naresuan gegen die Burmesen.
- Der „Drei-Pagoden-Pass“ bei Kanchanaburi
- Eine verkleinerte Kopie des „Dusit Maha Prasat“ aus dem Grand Palace in Bangkok, wie er nach Recherchen das Mueang-Boran-Teams ursprünglich von König Rama I. erschaffen wurde.

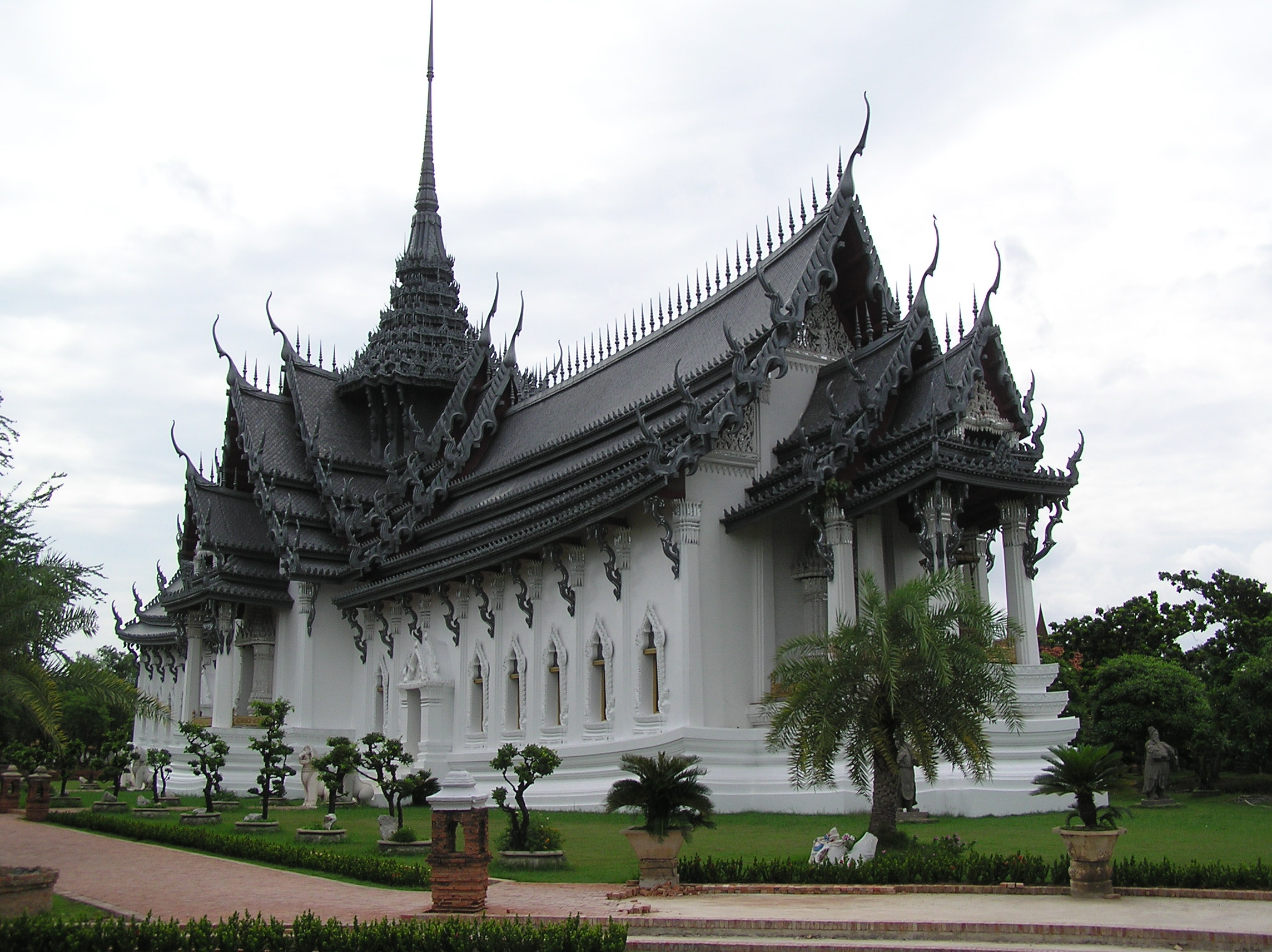
Nachbildung der Sanphet Prasat Palasthalle

- Der „Sanphet Prasat Thronhalle des Wang Luang (Königspalast) von Ayutthaya“ wurde nach alten Aufzeichnungen im Maßstab 1:3 rekonstruiert.
- Der „Phra Kaeo Pavillon“, ein runder Pavillon in chinesischem Stil, wie er auf alten Karten von Ayutthaya eingezeichnet war.
- Der „Khun-Chang-Khun-Phaen-Garten“ wurde Figuren aus dem thailändischen Epos Khun Chang Khun Phaen nachempfunden.
- Der „Fußabdruck des Buddha“ im Wat Phra Phutthabat bei Saraburi wurde nach aufwändigen Recherchen historischer Aufzeichnungen verkleinert nachgebaut.
- Ein „Thai Hamlet“, ein kleiner landwirtschaftlicher Weiler aus der zentralen Ebene wurde hier mit einigen Original-Häusern und antiken Ackergeräten aufgebaut.

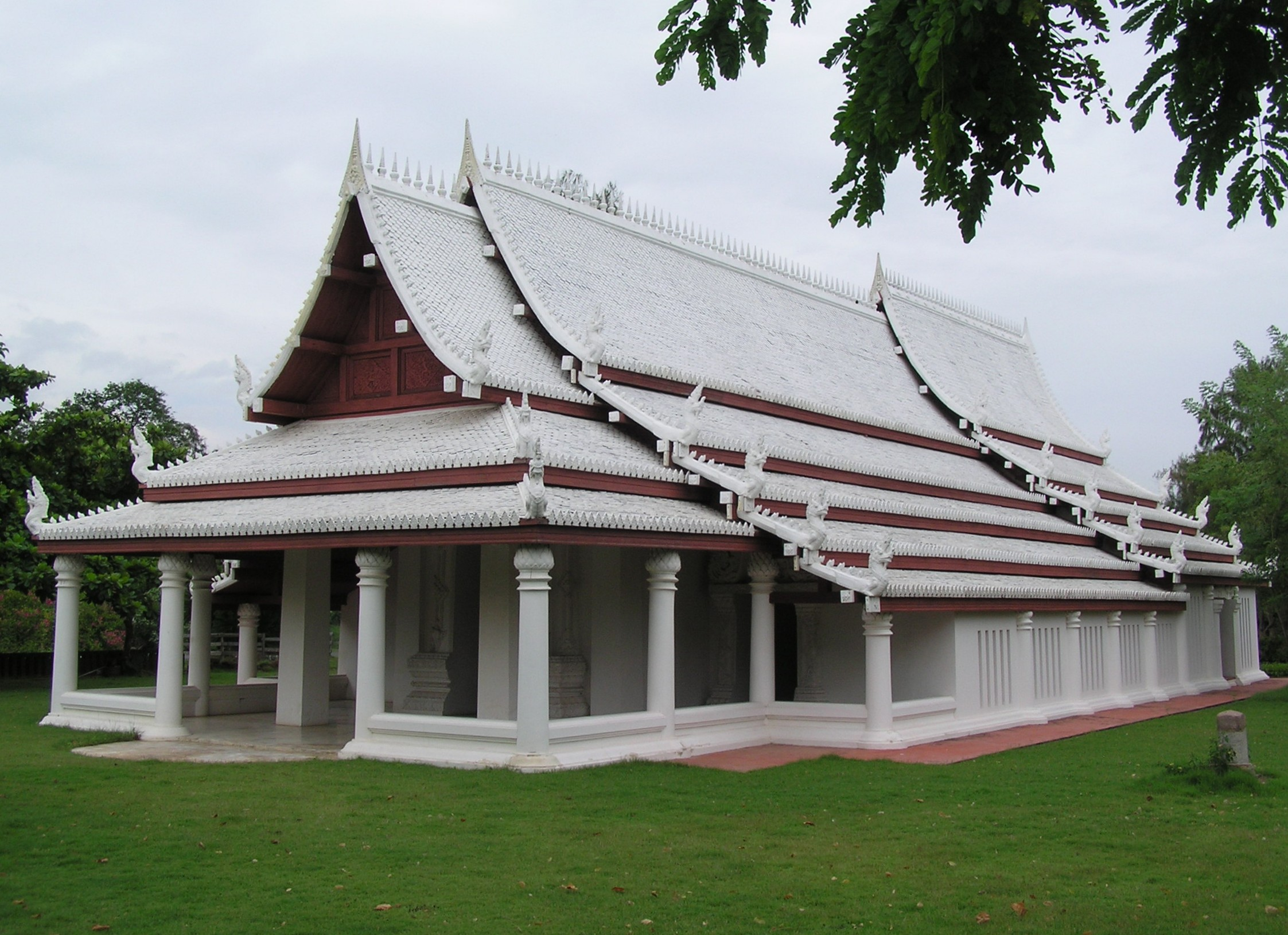
Der Sukhothai-Viharn

- Der „Sukhothai-Viharn“ ist ein fiktiver Viharn, dessen Aussehen dem Viharn des Phra Buddha Chinnarat im Wat Phra Sri Rattana Mahathat in Phitsanulok und einem Viharn im Wat Nang Phaya in Si Satchanalai in deren Originalgröße nachempfunden ist.
- Auf dem „Schwimmenden Markt“ findet zu besonderen Festtagen tatsächlich ein Markt statt, wie er in vergangenen Zeiten überall in Thailand üblich war. Originale Holzhäuser säumen die große Wasserfläche, sie sind mit kleinen Holzbrücken verbunden.
- Der „Lotusknospen-Turm des Wat Phra Mahathat“ in Sukhothai
- Ho Kham, ein „goldener Pavillon“ aus Lampang wurde nach alten Fotografien nur aus Holz ohne einen einzigen Nagel erbaut. Innen befindet sich ein kleines Museum.
- Die „Chedi von Chama Thewi“ aus Lamphun wurden etwas verkleinert nachgebaut.
- Der „Viharn des Wat Phumin aus Nan“ mit seinen von Schlangenkörpern flankierten Eingangstreppen ist hier verkleinert aufgebaut.
- Der Khmer-Tempel „Khao Phra Viharn (Preah Vihear)“, der zeitweilig zu Thailand, aber heute (wieder) zu Kambodscha zählt, wurde verkleinert auf einem künstlich aufgeschütteten, 54 m hohen Berg erbaut.
- Auch 1:3-Nachbildungen der Heiligtümer von Phimai in der Provinz Nakhon Ratchasima und Phanom Rung in der Provinz Buriram stehen hier.

Die folgenden Gebäude im Nordwesten des Museumsgeländes haben kein reales Vorbild, sie entstammen der Phantasie von Khun Lek:
- Der „Berg Sumeru“, ein Holzgebäude mit phantastischen und mythologischen Figuren und Wandmalereien, davor eine Statuengruppe, die den mythologischen Anotatta-See am Berg Meru darstellt.
- Der „Pavillon der 80 Yogi“ stellt eine alte Form der medizinischen Behandlung anhand von teilweise pittoresk verzerrten Statuen von Einsiedlern dar.
- Zwei große „Statuen des Bodhisattva Avalokitesvara (Kuan Yin)“
- Der „Ramayana-Pavillon“ ist eigentlich eine Reihe von schwimmenden Holz-Pavillons, die mit einer Brücke verbunden sind. Sie zeigen auf Wandmalereien die Geschichte des Ramayana.
- Der „Botanische Garten aus der Thai-Literatur“: um einen Garten mit Bäumen und Pflanzen, denen speziell in der thailändischen Literatur gehuldigt wird, schlängelt sich ein überdachter Laubengang.

## Weitere Projekte des Khun Lek
- Erawan-Museum – Museum in Samut Prakan. Ursprünglich geplant, die Antiquitätensammlung von Khun Lek unterzubringen. In einem kleinen Park mit vielen Statuen aus der thailändischen Mythologie liegt ein kreisrundes Gebäude, in dessen Keller sich einige Antiquitäten befinden. Attraktion ist jedoch der riesige Erawan, der auf dem Gebäude steht. Der dreiköpfige Elefant ist innen begehbar, ein Aufzug befindet sich in seinem linken Hinterbein. Innen in barockartigem Überfluss dekoriert mit kleinen und großen Figuren aus der Phantasie von Khun Lek.
- Sanctuary of Truth – Gebäudekomplex bei Pattaya mit Holzschnitzereien von Figuren aus der thailändischen Mythologie. Beim Bau wurden viele Materialien von alten thailändischen Häusern benutzt. Hier konnte Khun Lek seiner Phantasie freien Lauf lassen.
- Muang Boran Publishing House – Verlag zahlreicher Publikationen über traditionelle thailändische Kunst, Kultur und Architektur. Der Großteil der publizierten Bücher ist in thailändischer Sprache gehalten, dabei sind allerdings oft ein oder zwei Kapitel ins Englische übersetzt.
- Muang Boran Journal – Vierteljahreszeitschrift für Archäologie, Architektur. Hauptsächlich in thailändischer Sprache, ausgewählte Artikel, auch auf Englisch.
- Lek Prapai Viriyapant Foundation – Kulturstiftung
- Nai Rob Roo – Verlag von Reiseführern alleine für den thailändischen Markt
- The Viriyah Insurance – allgemeine Versicherungsgesellschaft